# 京齐高速动车组列车
京齐高速动车组列车是中国铁路运行于首都北京市北京朝阳站至黑龙江省齐齐哈尔市齐齐哈尔南站的高速动车组列车，自2021年7月11日起开行，客运里程1521公里，途经北京市、河北省、辽宁省、吉林省、黑龙江省四省一市，现合计开行4对列车。其中G903/916次列车由北京局集团担当客运乘务，其余3对列车由哈尔滨局集团担当。

## 背景
2021年7月11日，国铁集团执行以2021年6月25日全国调图为基础的补充调图。本次补充调图重新对动车组进行定义，同时从本次调图开始，严格执行“动货分离”的要求。根据此要求，包含京哈铁路京秦段在内的多条既有线不再开行或减少开行动车组列车。

## 历史
2021年7月11日，原北京朝阳~哈尔滨西G933/928次列车延长齐齐哈尔南站。
2023年7月1日，配合京哈高铁运行图第二次重排，重新安排北京朝阳~齐齐哈尔南G901/908次、G909/904次、G947/934次列车3对。
2024年1月10日，G904/909次、G947、G934次列车由CRH380BG更换为CR400BF-GZ型智能动车组。
2024年12月25日起，配合技术提升型高寒智能动车组投入运营，G901/908次更改为CR400BF-GS，重联运行。同时部分标杆车次的运行时长得到压缩。
2025年7月1日起，配合京哈高速铁路京沈段提质达标至350km/h运营，重新安排北京朝阳~齐齐哈尔南G903/916次、G913/904次、G919/908次、G3517/3506次列车共计4对，其中前3对北京朝阳至沈阳北间以最高速度350km/h高标运行。

## 使用列车
自2025年7月1日起，G903/916次使用配属于北京铁路局北京朝阳动车所的CR400BF-GS，G904/913次、G908/919次、G3506/3517次使用配属于哈尔滨铁路局哈尔滨西动车所的CR400BF-GZ。

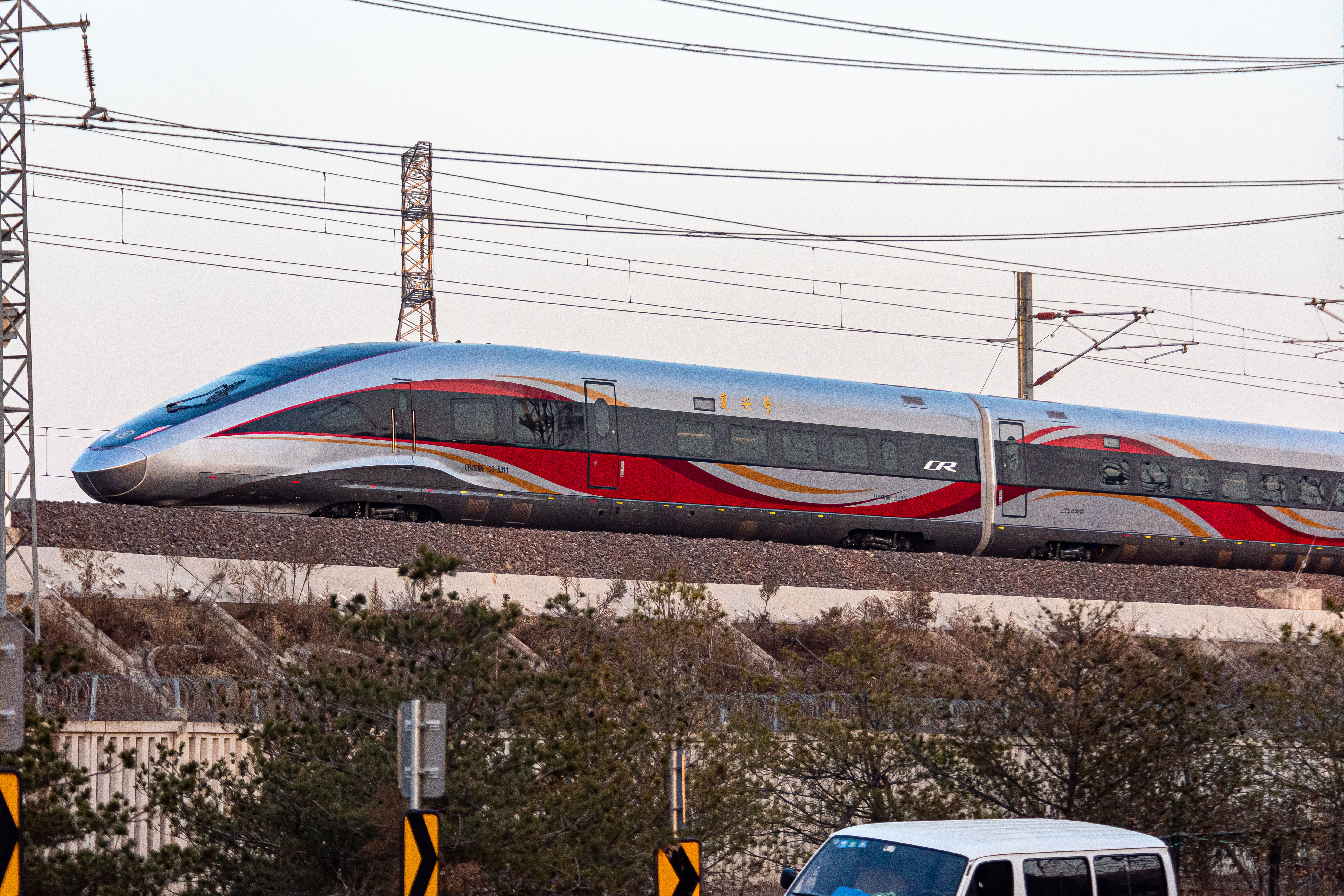
CR400BF-GS担当的原G901次列车驶经北京环铁北桥
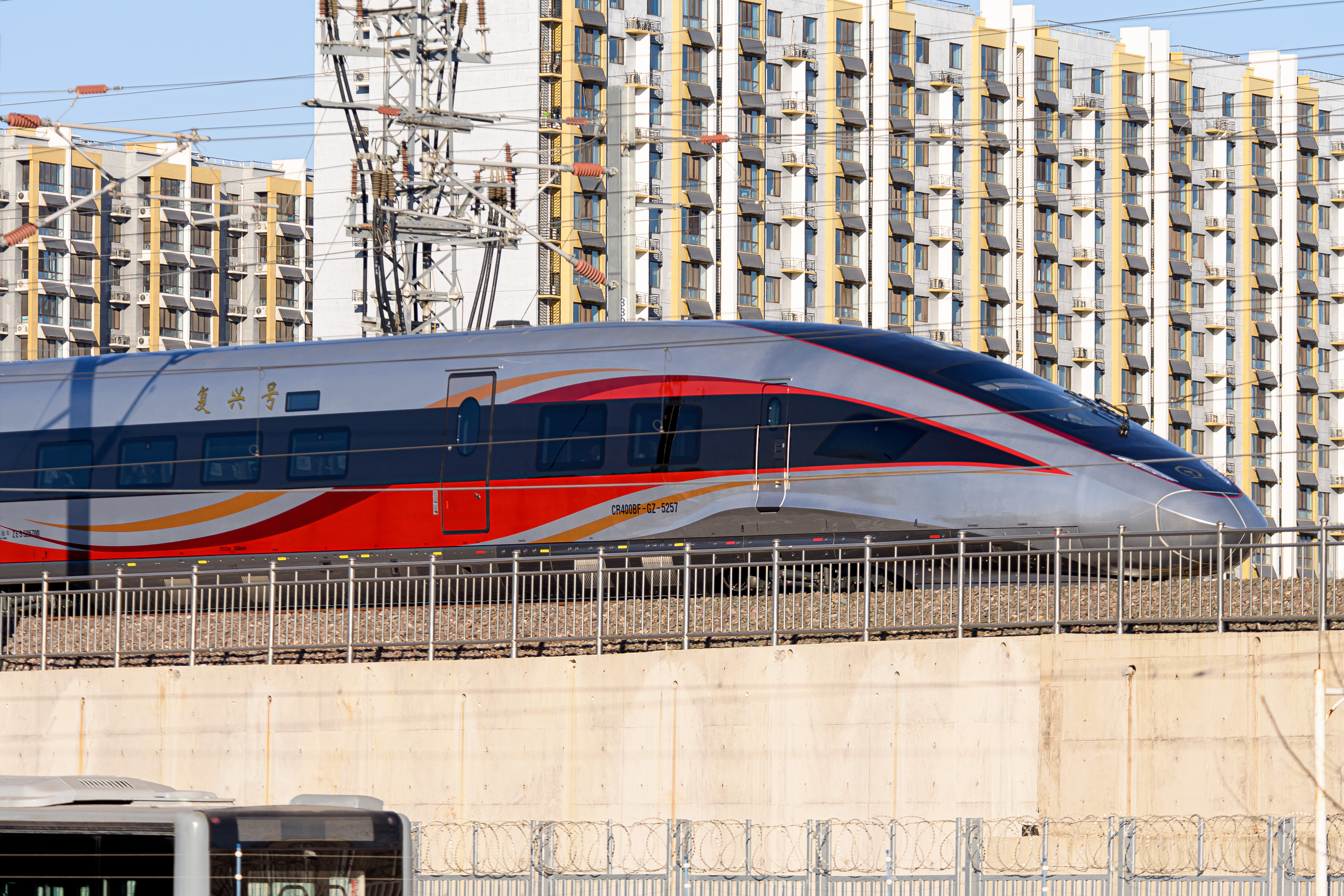
CR400BF-GZ担当的G904次列车驶经北京环铁北桥
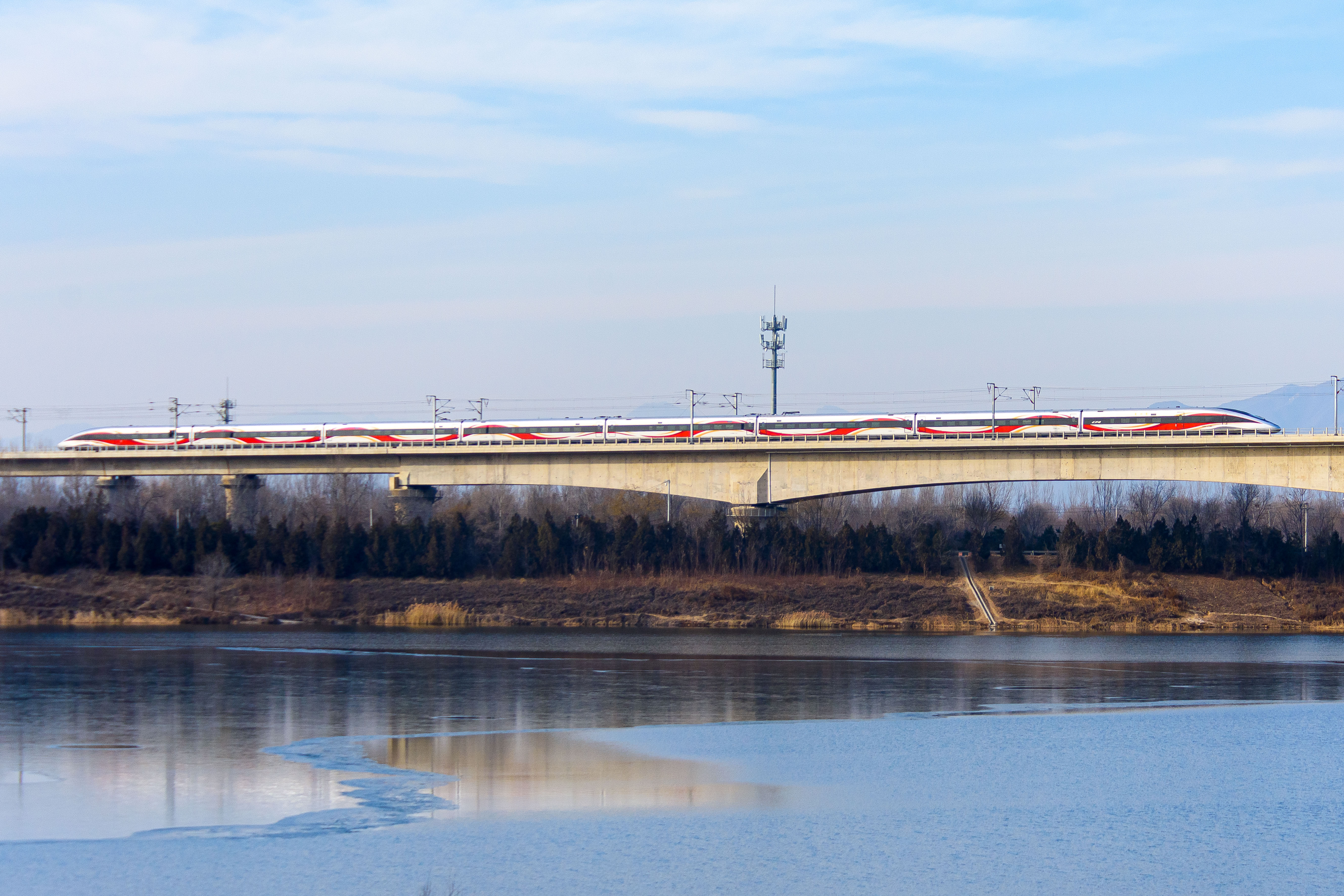
使用单组CR400BF-GZ的原G947次列车使经北京市怀柔区杨宋镇耿辛庄村附近
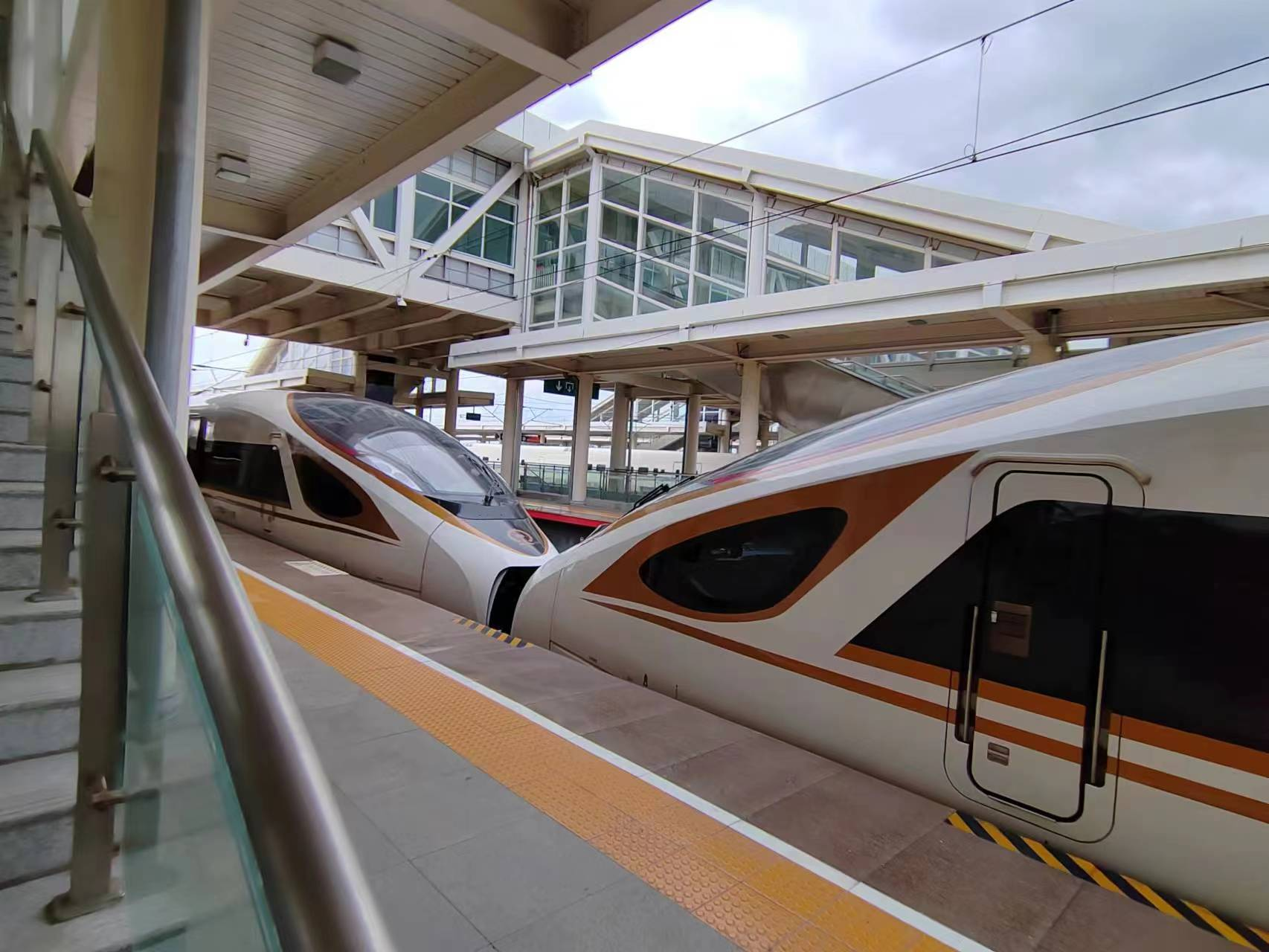
曾使用重联CR400BF-G的原G901次列车于齐齐哈尔南站3站台
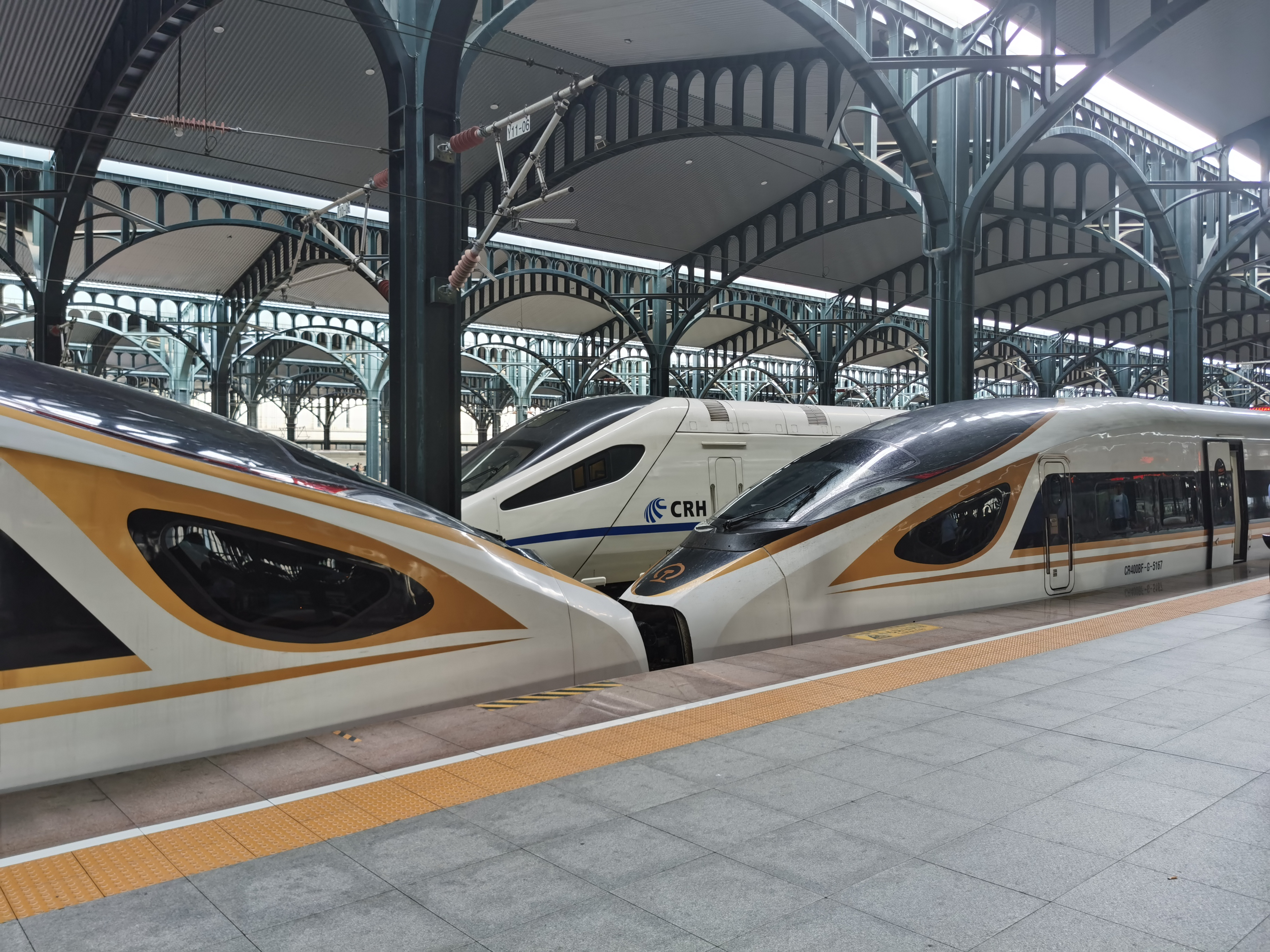
曾使用重联CR400BF-G的G908次列车于哈尔滨站10站台
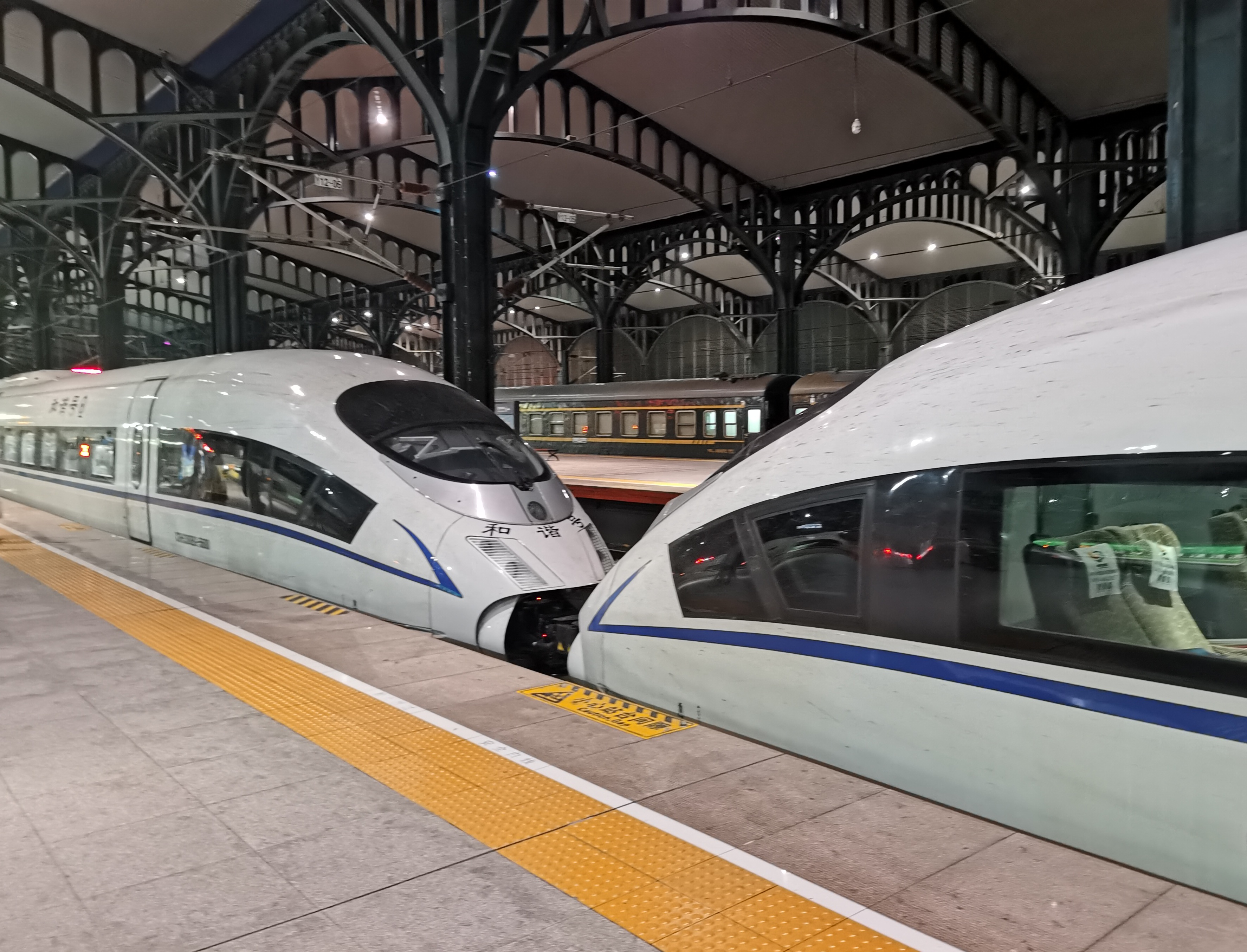
曾使用重联CRH380BG的G909次列车于哈尔滨站11站台
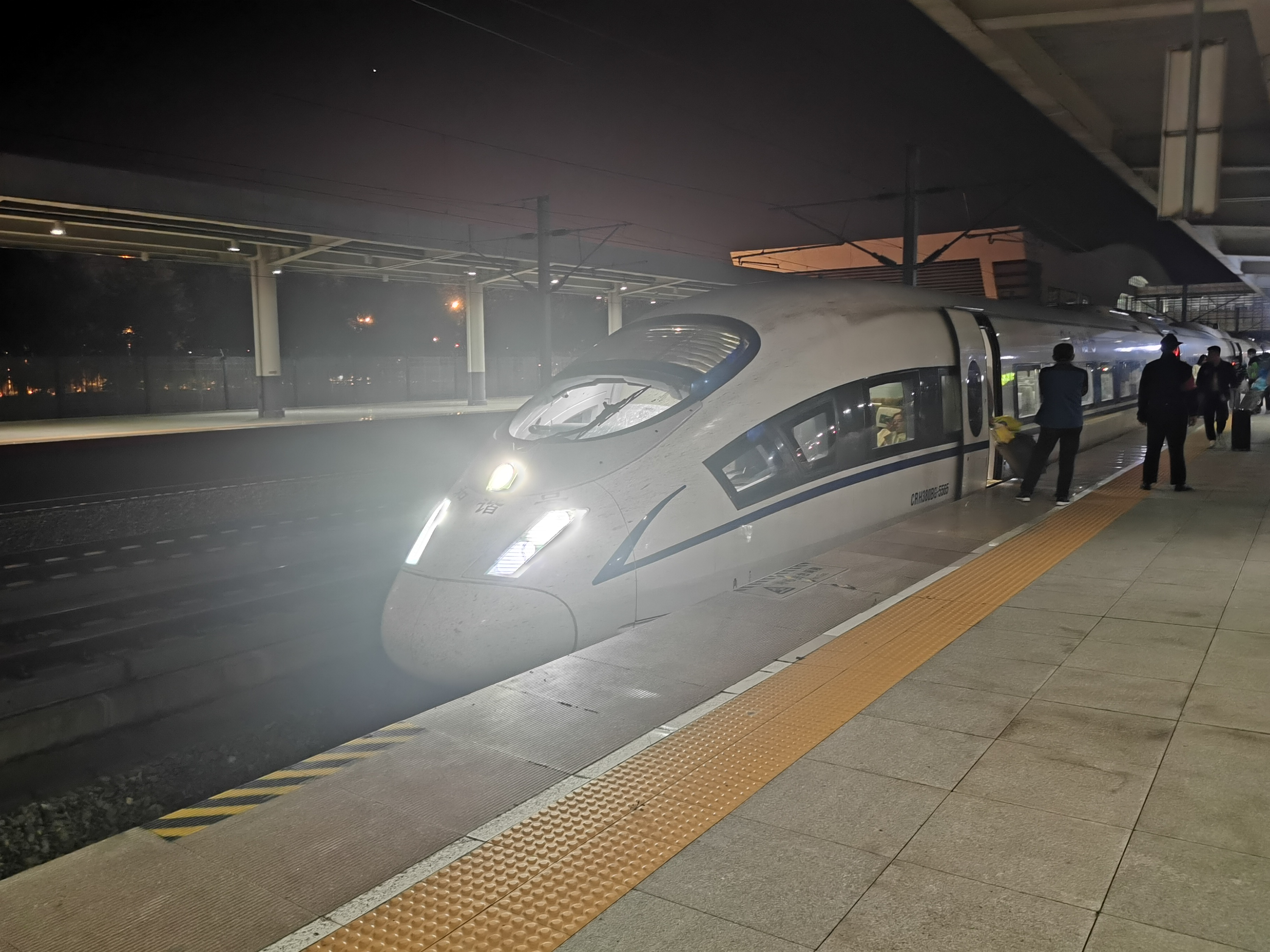
曾使用单组CRH380BG的G947次列车于大庆东站2站台
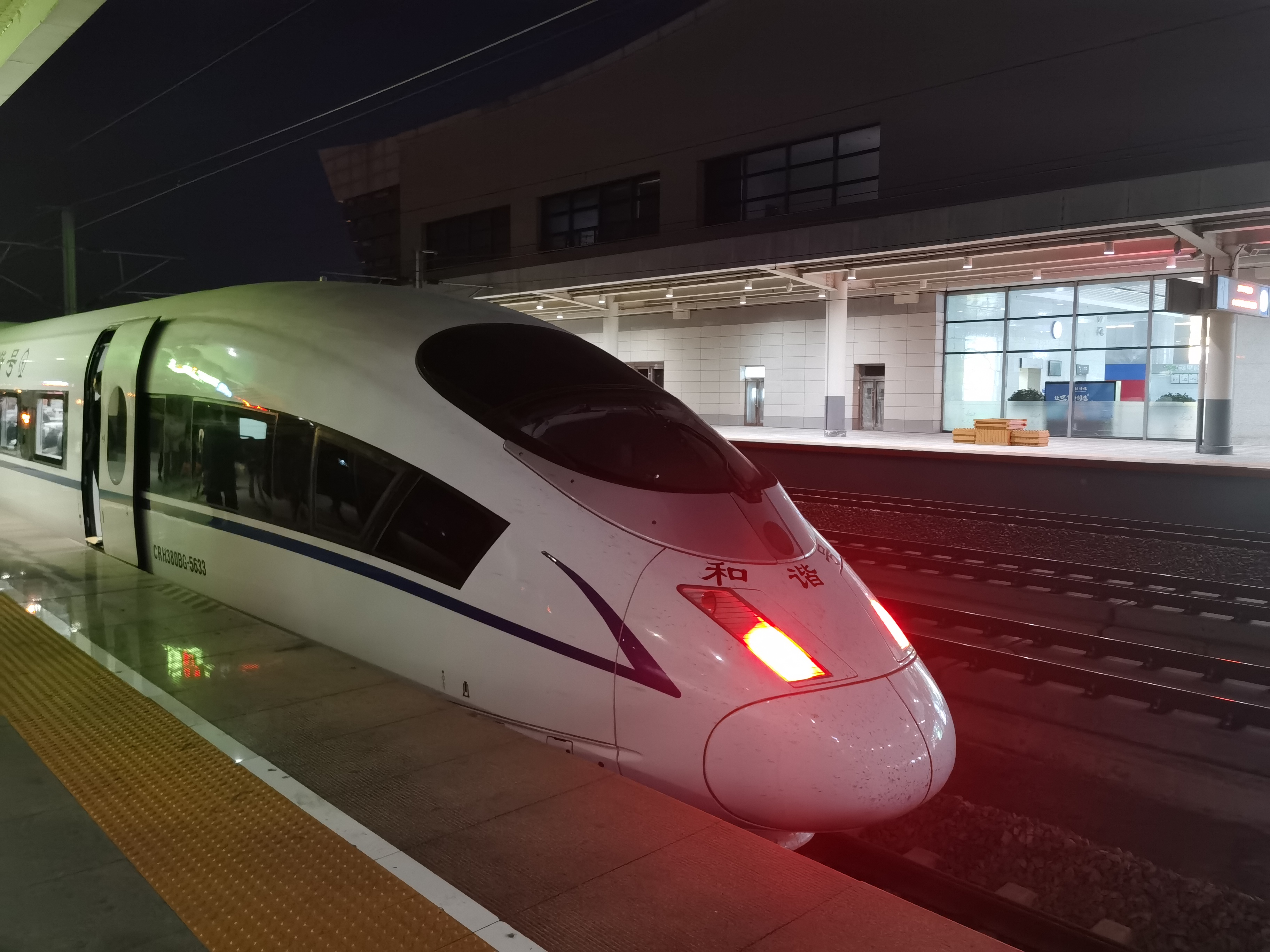
曾使用单组CRH380BG的原G933次列车于大庆东站2站台